# Terje Krokstad
Terje Krokstad (Snillfjord, 1º ottobre 1956) è un ex biatleta norvegese.

## Biografia
In carriera prese parte a due edizioni dei Giochi olimpici invernali, Lake Placid 1980 (17° nella sprint) e Sarajevo 1984 (18° nella sprint), e a varie dei Campionati mondiali, vincendo una medaglia.

## Palmarès

### Mondiali
- 1 medaglia:
  - 1 bronzo (individuale[1] a Minsk 1982)

### Campionati norvegesi
- 1 oro (sprint nel 1982)[2]